# Künstliche Ruine

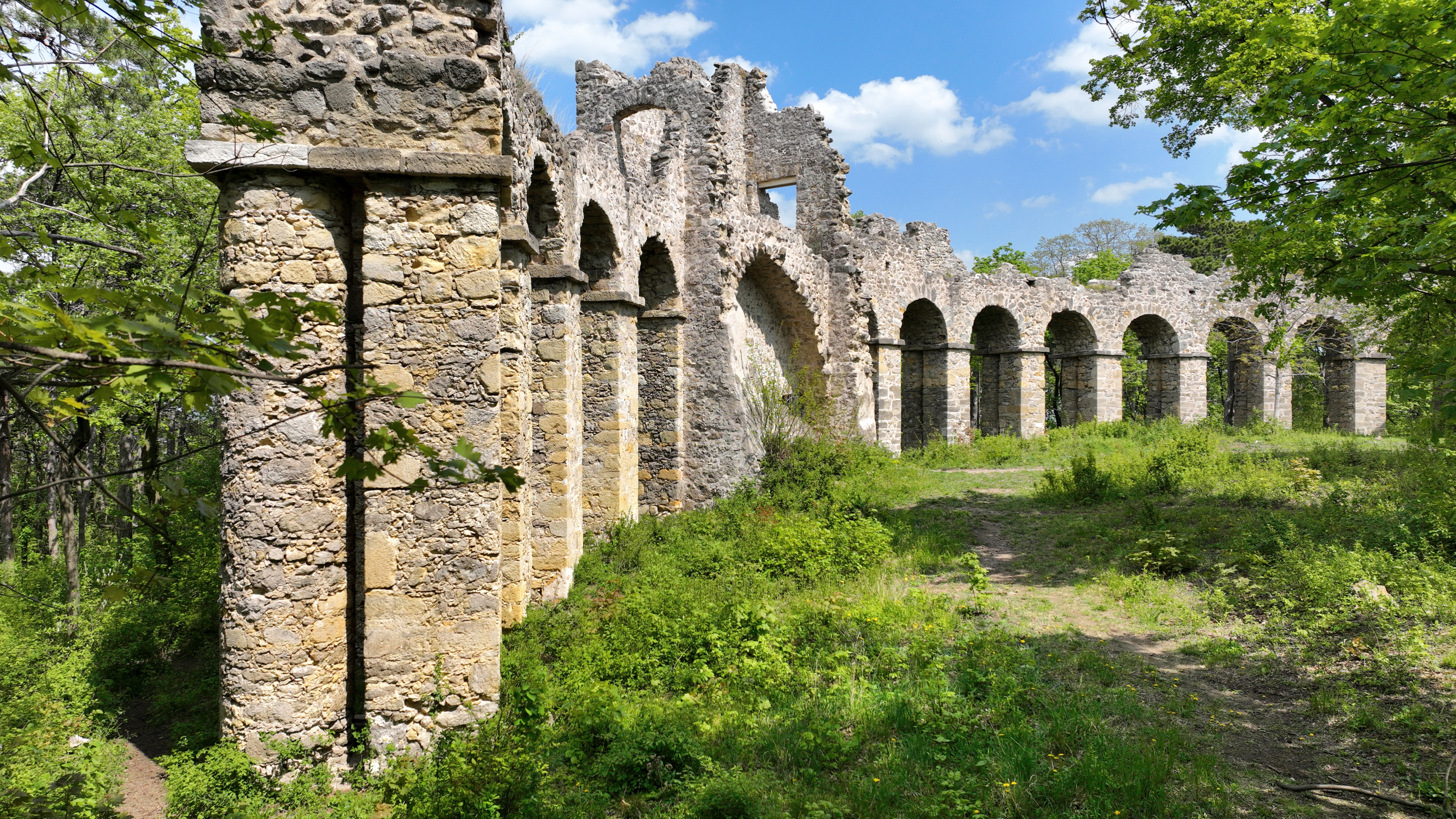
Das „Amphitheater“ auf dem Kalenderberg in Maria Enzersdorf; eine künstliche Ruine, errichtet 1810/11

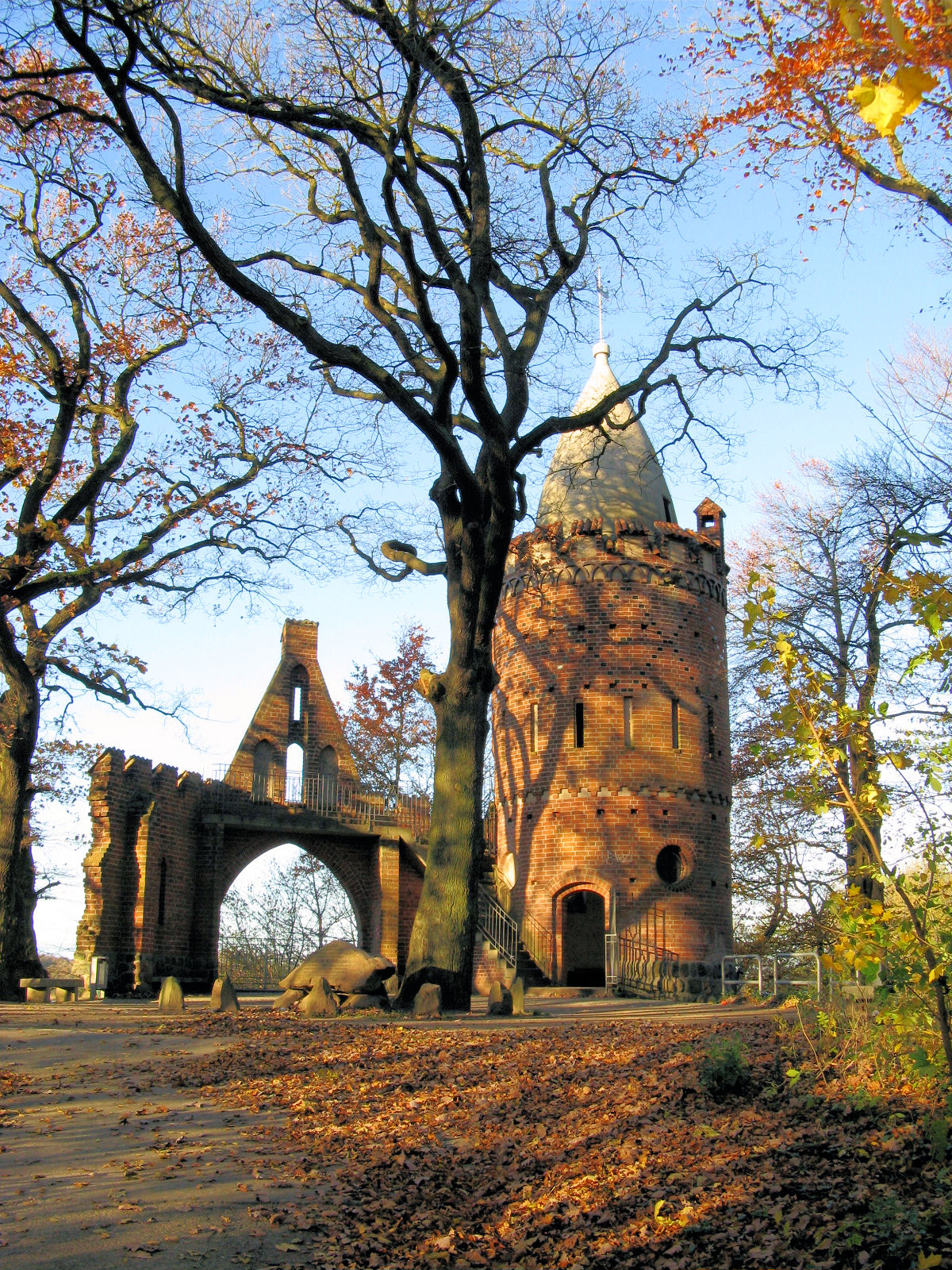
Eine künstliche Ruine aus dem 20. Jahrhundert bei Schwerin, Deutschland

Künstliche Ruinen wurden zunächst als Staffagebauten im englischen Landschaftsgarten, so genannte Follies, später auch als Aussichtstürme in der offenen Landschaft errichtet. Sie sind stimmungssteigernde Elemente, die Gefühle der Erhabenheit und Einsamkeit erzeugen sollen, vor allem jedoch an die Vergänglichkeit (Vanitas) des Menschen und seiner Werke erinnern.

## Geschichte
In der zweiten Hälfte des 18. Jahrhunderts wandte man sich auch im deutschsprachigen Raum ab vom nun als langweilig erachteten, rationalen Barockpark hin zum emotionalen Landschaftspark. Mit der Einführung freier Gartengestaltung wurden nicht nur „dramatische“ Elemente wie künstliche Grotten, Wasserfälle und Teufelsbrücken errichtet, sondern auch altertümliche Bauwerke (Burgen, Türme, Tempel, auch Aquädukte) in unterschiedlichen Stadien des Verfalls (nach)gebaut. Hierdurch sollte eine malerische Wirkung sowie eine Landschaftsstimmung erzeugt werden. Sie sind typisch für das Zeitalter der Romantik.
Im späteren 18. und frühen 19. Jahrhundert wurden sie vor allem in Schlossparks errichtet, etwa die Römische Ruine im Schlosspark Schönbrunn. In diesem Zusammenhang ist vor allem die Bautätigkeit des Fürsten Johann I. von Liechtenstein bedeutend, der zahlreiche künstliche Ruinen bei den liechtensteinischen Schlössern, vor allem südlich von Wien und in Südmähren, errichten ließ.
Mit dem Einfluss des erstarkenden Bürgertums hielten die künstlichen Ruinen Einzug in die Landschaft, häufig als neugotische Nachahmungen verfallender mittelalterlicher Burgen. Im Zuge der Naturbegeisterung wurden diese Bauwerke nun nicht mehr als vorwiegend private, zweckfreie ästhetische Elemente, sondern als Aussichtstürme an landschaftlich herausragenden Stellen dem Volk gestiftet – anfangs von einzelnen Mäzenen, später von Bürgervereinen und ähnlichen Körperschaften. Um die Wende vom 19. zum 20. Jahrhundert entstanden an nahezu jeder sich bietenden örtlichen Gegebenheit Türme und Türmchen, einige in der Anmutung künstlicher Ruinen. Die Turmruine Erlkron in Glücksburg in Schleswig-Holstein wurde beispielsweise 1900 sogar aus Steinen einer ehemaligen Burg, nämlich der abgebrochenen Duburg aus dem benachbarten Flensburg, errichtet.

## Beispiele für künstliche Ruinen

### Vorgängerbauten
|  | Name des Bauwerkes           | Ort                              | Baubeginn                                                          |
|  | ---------------------------- | -------------------------------- | ------------------------------------------------------------------ |
|  | Nymphäum von Donato Bramante | Genazzano, Italien               | Anfang 16. Jahrhundert; quasi der „Prototyp“ der künstlichen Ruine |
|  | Magdalenenklause             | Schlosspark Nymphenburg, München | 1725; ebenfalls „Vorläufer“                                        |

### 18. Jahrhundert
|  | Name des Bauwerkes                                                       | Ort                                                          | Baubeginn |
|  | ------------------------------------------------------------------------ | ------------------------------------------------------------ | --------- |
|  | Ruinentheater                                                            | Eremitage, Bayreuth                                          | 1743 ff.  |
|  | Ruinen- und Grottentheater                                               | Felsengarten Sanspareil, in der Nähe Hollfelds, Oberfranken  | 1744      |
|  | Ruinenberg                                                               | Schloss Sanssouci, Potsdam                                   | 1748 ff.  |
|  | temple de la philosophie                                                 | Park von Ermenonville, Ermenonville, Frankreich              | 1763–1776 |
|  | Hexenturm                                                                | Hinüberscher Garten, Hannover                                | 1766      |
|  | Painshill Abbey                                                          | Painshill Park, Surrey, England                              | um 1770   |
|  | Römische Ruine                                                           | Schlosspark Schönbrunn, Wien                                 | 1778      |
|  | Burgruine in der Kuranlage                                               | Wilhelmsbad bei Hanau                                        | 1778–1779 |
|  | mehrere künstliche Ruinen (Łuk Kamienny, Aquädukt, Dom Murgrabiego etc.) | Arkadia, Łowicz/Nieborów, Polen                              | 1778–1785 |
|  | Merkurtempel, Aquädukt                                                   | Schloss Schwetzingen, Schwetzingen                           | 1779      |
|  | La Colonne                                                               | Désert de Retz, Chambourcy, Département Yvelines, Frankreich | 1781      |
|  | Ruinen im Englischen Garten                                              | Englischer Garten, Meiningen                                 | 1782      |
|  | Gotische Ruine                                                           | Über dem Friedrichsgrund bei Schloss Pillnitz, Dresden       | 1785      |
|  | Die Rossel (Aussichtsturm auf den Rhein)                                 | Landschaftspark Niederwald, Rüdesheim                        | 1787–1791 |
|  | Trianon                                                                  | Schlosspark Eythra, Zwenkau                                  | 1790      |
|  | Grotte der Egeria                                                        | Wörlitzer Park, Wörlitz                                      | ca. 1790  |
|  | Löwenburg und zahlreiche andere Bauten des 18. Jahrhunderts              | Bergpark Wilhelmshöhe, Kassel                                | 1793      |
|  | Römerwand                                                                | Hinterbrühl                                                  | 1793      |
|  | Schloss Pfaueninsel Meierei                                              | Pfaueninsel, Berlin-Wannsee                                  | 1794      |
|  | Wallwitzburg                                                             | Dessau                                                       | 1796–1800 |

### 19. Jahrhundert
|  | Name des Bauwerkes | Ort                                           | Baubeginn |
|  | --- | --------------------------------------------- | --- |
|  | Ruine im Schlosspark (heute zum Teil Stadtpark)                                                                                          | Schlosspark Teublitz, Teublitz                | Alter umstritten; um 1800 erfolgte aber wohl zumindest ein Umbau von möglicherweise bereits vorhandenen Überresten einer Burg oder eines Schlosses aus dem 13. Jahrhundert |
|  | Künstliche Ruinen | Heidecksburg                                  | 1800 |
|  | Ruine Hanselburg | Loosdorf (Gemeinde Fallbach)                  | 1800 |
|  | Grabpyramide des Heinrich von Preußen | Schlosspark Rheinsberg, Rheinsberg            | 1800–1801 |
|  | Burg Janův Hrad (Hansenburg) | Lednice, Tschechien                           | 1801 |
|  | Mausoleum in Bukowiec („Abteiruine“) | Bukowiec (Mysłakowice), Schlesien             | 1802 ff. |
|  | Ruineninsel | Bagno, Burgsteinfurt                          | 1805 |
|  | Mosburg | Schlosspark Biebrich, Wiesbaden-Biebrich      | 1806 |
|  | Schwarzer Turm | Mödling, Niederösterreich                     | 1810 |
|  | Amphitheater, Ruine Rauchkogel | Maria Enzersdorf, Niederösterreich            | 1810 |
|  | Burg Březina | Březina u Rokycan, Tschechien                 | 1810 |
|  | Köhlerhausruine | Naturpark Sparbach, Niederösterreich          | ca. 1812 |
|  | Ruine Eckersdorf | Bożków                                        | 1813 |
|  | Gersdorfer Ruine | Gersdorf, Bahretal                            | 1820 |
|  | Sporn des Weinbergs | Bad Freienwalde                               | 1821 |
|  | Schloss Damtschach | Wernberg, Kärnten                             | 1824 |
|  | Türkensturz | Scheiblingkirchen-Thernberg, Niederösterreich | 1824 |
|  | Haldimand-Turm | Lausanne, Schweiz                             | 1825 |
|  | Mäuseturm | Radebeul                                      | 1837/1840 |
|  | Kippenburg | Aschaffenburg                                 | 1839/1840 |
|  | Bilz-Burg | Jägerberg, Radebeul                           | 1852 |
|  | Burg Schwarzberg | bei Goßdorf-Kohlmühle                         | 1858 |
|  | Burg Schwarzenstein | Geisenheim                                    | 1873 |
|  | als künstliche Ruine verkleidetes Wirtschaftsgebäude von Villa Wendlandt                                                                 | Bozen Gries-Quirein Südtirol                  | 1874 |
|  | Theresienstein | Bürgerpark, Hof (Saale)                       | 1877 ff. |
|  | Bilsteinturm | Marsberg, Westfalen                           | 1880 |
|  | Banter Ruine | Banter See, Wilhelmshaven                     | 1889 |
|  | als künstliche Ruine verkleidete Wirtschaftsgebäude des Schlosses, welche außerdem ein Wasser- und später ein kleines E-Werk beherbergte | Schloss Reichartshausen, Oestrich-Winkel      | 1889–1902 |
|  | Portikus | Bürgerpark, Braunschweig                      | 1896 |
|  | Schloss | Břeclav, Tschechien                           | 19. Jahrhundert |

### 20. Jahrhundert
|  | Name des Bauwerkes                | Ort                                          | Baubeginn |
|  | --------------------------------- | -------------------------------------------- | --------- |
|  | Turmruine Erlkron                 | Glücksburg                                   | 1900      |
|  | Aussichtsturm                     | Derschlag (Gummersbach)                      | 1904      |
|  | Reppiner Burg                     | Schwerin                                     | 1907      |
|  | Meerhardtturm                     | Gummersbach-Dieringhausen                    | 1908      |
|  | Künstliche Ruine und Rolandsbogen | Faberpark, Nürnberg-Röthenbach bei Schweinau | ca. 1910  |
|  | Heroldturm                        | Wengleinpark, Eschenbach, Pommelsbrunn       | 1928      |
|  | Wasserwand                        | Bürgerpark Saarbrücken, Saarbrücken          | 1989      |

### 21. Jahrhundert
|  | Name des Bauwerkes | Ort                     | Baubeginn |
|  | ------------------ | ----------------------- | --------- |
|  | Kugelburgruine     | Goldbach (Unterfranken) | 2012      |